# Hamburg-Süd
Hamburg-Süd (egentligen Autobahnkreuz Hamburg-Süd) är en motorvägskorsning i Hamburg, Tyskland. Den ligger strax söder om de centrala delarna av staden. Korsningen består av två delar, en norddel där motorvägarna A252 och A255 möts och en syddel där motorvägarna A1 och A255 möts. 